# 李嘉齡
李嘉齡（Colleen Lee Ka Ling，1980年10月11日—）是香港的鋼琴家。她於2005年在第15屆華沙蕭邦鋼琴大賽奪得第6名。

## 生平
李嘉齡從四歲開始學習彈鋼琴。兩年後的1987年，她跟隨香港演藝學院的鍵盤樂高級講師暨駐院藝術家黄懿伦女士學習鋼琴。1992年入讀協恩中學。1998年，李嘉齡獲頒香港賽馬會獎學金，獲得馬會三年的學費資助，入讀演藝學院修讀音樂學士課程，主修鋼琴。2001年完成學士課程，並以一級榮譽畢業，及於畢業禮擔任畢業班的學生代表。其後又於2003年在母校完成其專業文憑畢業。之後，她前往德國漢諾威音樂及戲劇學校（the Hochschule für Musik und Theater）隨以色列著名鋼琴家瓦里·瓦特深造。

## 榮譽
李嘉齡從13歲起，就不斷在多項國際比賽中取得優秀佳績。早在1993年就在美國的少年珍娜芭候雅國際鋼琴比賽中奪得冠軍。1994年，她在英國新港青年鋼琴家比賽中得到冠軍。1996年得到南華早報學生音樂獎。1999年，在青年珍娜芭候雅國際鋼琴比賽得到第二名的銀獎。2001年在蘇格蘭國際鋼琴比賽得到Cala獎。2002年在德國慕尼黑的ARD國際鋼琴比賽得到Theodor-Rogler獎，以及在日本舉行的濱松國際鋼琴學院比賽得到冠軍。2003年在Mannes得到冠軍，又在德國第三屆Seiler國際鋼琴比賽得到冠軍。2005年她在Cantu得到獎項，並於2005年在第15屆華沙蕭邦鋼琴大賽奪得第6名。此外，為表彰她在音樂上所取得之成就及於推動藝術文化活動之傑出表現，香港民政事務局於2004年頒發嘉許狀予李嘉齡；她於2006年再獲頒行政長官社區服務獎狀。

## 合作樂團及巡演
李氏經常獲邀到歐洲、美洲及亞洲等地演出。此外，她亦曾應邀在多個國際音樂節演出，如波蘭杜津尼斯基國際蕭邦音樂節，德國邁森鋼琴音樂節，美國緬因州包登國際音樂節及2007年之第35屆香港藝術節等。
除獨奏外，嘉齡亦經常參與室樂演出，並曾跟多個著名樂團合作，包括英國廣播公司威爾斯管弦樂團、中國愛樂樂團、日本仙台交響樂團、以色列交響樂團、華沙管弦樂團、昆士蘭管弦樂團、上海交響樂團、曼谷交響樂團、波蘭電台阿瑪狄斯室樂團、匈牙利交響樂團及香港小交響樂團等。

## 其他合作
李嘉齡多次為香港電台第四台獨奏及室樂節目錄音；另外，在香港電台電視部製作廣受好評的《華人青年演藝家系列》，她亦是其中一位獲專題介紹之傑出華人青年音樂家。2007年，又獲邀參與灌錄香港電台第四台為慶祝香港回歸十週年製作的唱片《非凡響》，及於同系列之節目當中接受訪問及演出。
2005年底，李嘉齡在華沙灌錄個人的第一張鐳射唱片《全蕭邦》，並在2006年由波蘭之國立蕭邦學社發行。2007年2月她灌錄了個人第二張鐳射唱片《全史卡拉蒂奏鳴曲》，並由拿索斯唱片公司於2008年8月中發行。此外，2007年，她亦在李克勤《My Cup of Tea》一碟中，為歌曲《紙婚》的鋼琴版本作伴奏，令歌曲變得更動人。
2008年，李嘉齡被Kawai委任為鋼琴品牌的中國及香港區代言人。

## 電視節目（TVB）
- 2023年：《明愛暖萬心》[3]

## 外部連結
- 香港政府新聞網：李嘉齡國際鋼琴大賽摘冠
- 有關第15屆華沙蕭邦鋼琴大賽比賽的討論 （页面存档备份，存于）
- 香港青年協會訪問錄影